# 田村荘 (陸奥国)
田村荘（たむらしょう）は、中世の陸奥国安積郡に置かれていた荘園。現在の福島県郡山市・田村市・三春町・小野町の付近にあったと推定されている。

## 概要
田村荘の成立時期は不明であるが、田村荘の庄司であったとされる田村氏（俗に「田村庄司氏」と呼ばれる。戦国大名田村氏の祖である「三春田村氏」とは別系統）の活躍が鎌倉時代末期にはみられることから、14世紀前期の段階では既に存在していたということが知られている。建武2年（1335年）10月26日付の陸奥国宣案（伊勢結城文書）によれば、白河結城氏の結城親朝は陸奥国内の8か所の検断職に任ぜられ、その中に田村荘も含まれている。
田村庄司氏は南北朝時代には南朝方についていたが、北朝方に転じた白河結城氏などに攻められて屈服させられた。その後、検断職を梃子に田村荘進出を狙う白河結城氏と田村庄司氏の対立は続き、明応3年（1396年）には、小山氏の乱と結びついた「田村庄司の乱」という形で軍事衝突に発展した。この反乱は陸奥国の管轄権を室町幕府から移譲されたばかりの鎌倉府（鎌倉公方）にとっては、奥州に力を示す好機であり、鎌倉公方足利氏満自らが出陣して白河結城氏の結城満朝とともに田村庄司氏を滅ぼした。その結果、田村荘は鎌倉府の御料所に編入され、同荘の検断職を持っていた白河結城氏及びその一門が代官として徴税などの業務にあたることとなった。
その後、鎌倉府は室町幕府中央との対立による衰退によって荘園領主は熊野新宮に移ったと見られ、その中で滅亡した田村庄司氏の権益の一部を得た三春田村氏は熊野新宮の田村荘代官職を得て後に戦国大名として成長する。豊臣政権の奥州仕置によって田村氏が所領没収されるまで、同荘の代官職にあったことが知られ、奥州仕置があった天正18年（1590年）に新領主となった伊達氏家臣の片倉景綱が熊野新宮に収められる年貢銭を代わりに納入している（片倉文書）。だが、翌年には伊達氏は田村荘を没収されており、田村荘も歴史から姿を消す。なお、田村荘とその周辺地域は江戸時代以後、安積郡から切り離されて田村郡と呼ばれるようになり、三春・小野両町は今日でも同郡に所属している。